# Hongsheng Shuiku
Hongsheng Shuiku är en reservoar i Kina. Den ligger i provinsen Liaoning, i den nordöstra delen av landet, omkring 150 kilometer öster om provinshuvudstaden Shenyang. Hongsheng Shuiku ligger 371 meter över havet. Arean är 2,4 kvadratkilometer. I omgivningarna runt Hongsheng Shuiku växer i huvudsak blandskog. Den sträcker sig 2,1 kilometer i nord-sydlig riktning, och 2,8 kilometer i öst-västlig riktning.
Genomsnittlig årsnederbörd är 1 157 millimeter. Den regnigaste månaden är juli, med i genomsnitt 293 mm nederbörd, och den torraste är januari, med 9 mm nederbörd.